# Alessandro Diamanti
Alessandro Diamanti (Prato, 2. svibnja 1983.) bivši je talijanski nogometaš.